# Gurla Mandhata
Il Gurla Mandhata (7.694 m s.l.m., detto anche Naimona'nyi o Memo Nani, in cinese 納木那尼峰), è la montagna più alta della catena montuosa del Nalakankar Himal, nell'Himalaya. 

## Nome e geografia
Prende il nome da re Mandhata (Mandhatri) della Dinastia solare o Dinastia Ikshvaku, una delle più antiche dell'India.  Il nome tibetano, Naimona'nyi, pare venga da naimo = "medicina a base di erbe", na = "nera", nyi = "lastre ammucchiate" con il significato complessivo di "montagna di lastre ammucchiate di medicina nera di erbe."
Si trova all'interno dell'Altopiano del Tibet, nella Contea di Burang, Prefettura di Ngari, Regione Autonoma del Tibet, in Cina, vicino all'estremo angolo nord occidentale del Nepal (Distretto di Humla), subito a sud del lago Manasarovar e quasi di fronte al monte Kailash; è la trentaquattresima vetta più alta del mondo.

## Storia delle scalate
Nel 1905, Tom George Longstaff, accompagnato da due guide alpine e sei portatori, fece un tentativo di scalata, ma arrivato a 7.000 metri fu costretto a rinunciare dopo essere stato travolto da una valanga e aver incontrato altre difficoltà. Dati i tempi fu comunque un notevole conseguimento, in particolare per un gruppo così ristretto, visto che nessuna cima superiore ai 7.000 metri era ancora stata scalata, per cui la quota raggiunta da Longstaff rappresentava un record mondiale.
Nel 1935 il viennese Herbert Tichy, allora studente, travestito da pellegrino indiano fece un viaggio per il sacro Monte Kailash e strada facendo tentò il Gurla Mandhata con uno dei suoi portatori, Kitar. I due raggiunsero la quota di  7.132 metri prima di essere respinti da neve fresca e cattivo tempo.
Nel 1955 la montagna sarebbe dovuta essere la meta della Spedizione Himalaiana Scozzese, guidata da  Sydney Wignall., che, sponsorizzata dal Liverpool Daily Post,  intendeva piantare sulla vetta tre bandiere, quella del Galles, quella dell'appena rovesciata Repubblica di Cina (1912-1949) e il Jolly Roger, ovvero la bandiera tradizionale dei pirati. Prima che la scalata potesse avere inizio, tuttavia, il gruppo fu catturato dai militari della nuova Cina Popolare che imprigionò gli scalatori sospettandoli di essere spie della CIA. E in effetti Wignall si era offerto di spiare a favore dell'India.
La prima ascensione alla vetta fu effettuata in maggio del 1985 da una squadra congiunta nippo-cinese, guidata da Katsutoshi Hirabayashi, attraverso il versante nord. Dopo di allora vi sono stati altri sei tentativi coronati da successo e due falliti.
Nel 1997 Quinn Simons, Soren Peters e la loro guida, Charlie Fowler, fecero un tentativo di ascensione lungo l'inviolata North Face, raggiungendo una buona quota, ma scontratisi con forti bufere e altre difficoltà furono costretti a ritirarsi. La loro discesa si concluse con una caduta di 450 metri lungo la North Facedella vetta. Fowler rimase leggermente ferito, mentre Simons e Peters soffrirono di un forte congelamento alle estremità.
La via tradizionale sale per i fianchi occidentali della montagna, raggiungendo il ghiacciaio Chaglung'mlungha sulla piattaforma della vetta. La maggior parte delle spedizioni preferisce avvicinarsi alla montagna tramite fuori strada via terra, partendo sia da Lhasa, Tibet, sia da Kathmandu, Nepal. Un avvicinamento alternativo comincia invece nel remoto villaggio di Simikot (Humla, Nepal), dotato di un piccolo aeroporto, raggiungendo il Tibet attraverso l'angusta valle del Karnali all'altezza del villaggio di Sher e da lì proseguendo di nuovo verso nord in fuoristrada nella Contea di Burang fino al campo base della montagna.
(Colin Thubron, Verso la montagna sacra, p. 88)